# Pretvorba i privatizacija u Hrvatskoj
Pretvorba i privatizacija u Hrvatskoj dogodila se nakon raspada Jugoslavije i osamostaljenjem Hrvatske. Dogodio se prijelaz iz planskoga gospodarstva u tržišno gospodarstvo, tj. iz socijalizma u parlamentarnu demokraciju za vrijeme Domovinskog rata.
Odigrala se tranzicija iz centralnoplanskoga socijalističkoga gospodarstva na tržišno, stavljanje socijalističkih poduzeća na ravnopravni teren s novim tržišnim konkurentima te pokušaj, da se uz pomoć znanja i modernizacije premosti civilizacijski jaz između razvijenih i nerazvijenih zemalja u relativnom kratkom vremenskom roku od jednog do nekoliko desetljeća. Obilježja pretvorbe i privatizacije bila su: drastičan pad industrijske proizvodnje, gubitak tržišta, sporo osvajanje novih tržišta i uključivanje u svjetske tokove robe i usluga, nagli porast nezaposlenosti i osiromašenje većine stanovništva, prespora afirmacija policentričnoga prostornoga razvoja i dr.

## Gospodarstvo prije raspada Jugoslavije
Jugoslavija je tijekom 1960 - ih i 1970 - ih ostvarivala značajan gospodarski rast, kao i rast ugleda u regiji i svijetu. Oko 1960. godine, godišnji bruto domaći proizvod (BDP) u prosjeku je rastao oko 6 posto, zdravstvo je bilo besplatno, pismenost je iznosila 91 posto, a životni vijek bio je 72 godine.
Zapadne trgovinske barijere dramatično smanjuju gospodarski rast Jugoslavije. Zbog toga je Jugoslavija sklopila brojne nepovoljne aranžmane s Međunarodnim monetarnim fondom (MMF) i dobila kredite, koje nije mogla vraćati pa je upala u velike dugove. Kao uvjet za dobivanje kredita, MMF je zahtijevao "liberalizaciju tržišta" Jugoslavije. Do 1981., Jugoslavija je imala 19,9 milijardi dolara vanjskog duga. Međutim, pravi problem Jugoslavije bila je nezaposlenost, koja je iznosila milijun nezaposlenih do 1980. Realna plaća u Jugoslaviji pala je za 25% u razdoblju 1979. – 1985.
Postepeno su se uveli novi propisi, kako bi se stanje popravilo, ali Vlada se uglavnom pokušavala boriti protiv krize tiskanjem novca, što je samo dodatno potaknulo inflaciju. U nekim velikim industrijskim tvrtkama došlo je do velikih stečajeva, što je samo pojačalo percepciju javnosti, da je gospodarstvo u dubokoj krizi. Nakon nekoliko neuspješnih pokušaja u borbi protiv inflacije s raznim programima, Vlada Branka Mikulića zamijenjena je novom vladom u ožujku 1989., na čelu s Antom Markovićem, pragmatičnim reformatorom. On je godinu dana uvodio nove poslovne zakone, kojima je tiho rušio udruženi rad i uvodio privatno vlasništvo nad tvrtkama.
Godine 1989., prije pada Berlinskog zida, jugoslavenski savezni premijer Ante Marković otišao je u Washington sastati se s američkim predsjednikom Georgeom Bushem Starijim, kako bi dogovorili novi financijski paket pomoći. U zamjenu za pomoć, Jugoslavija je pristala provesti još ekonomskih reformi, što je uključivalo novu devalviranu valutu, zamrzavanje plaća, oštre rezove u državnoj potrošnji i privatizaciju društvenoga vlasništva, radničkih samoupravnih poduzeća. To je dijelom utišalo spektakularno pražnjenje bankarskog sustava, uzrokovano rastućom inflacijom, pri čemu su milijunima ljudi oprošteni dugovi. Otplata duga za stanove u privatnom vlasništvu, koji su masovno sagrađeni tijekom prosperitetnih 1970.-ih, postala je smiješno mala i kao rezultat toga, banke su pretrpjele ogromne gubitke. 
U 1990.-im, MMF je kontrolirao jugoslavensku središnju banku. MMF-ova politika dodatno je onesposobila zemlju, da financira svoje ekonomske i socijalne programe. Državni prihodi, koji su inače išli republikama i pokrajinama sada su zbog vanjskog duga išli prema Pariškom i Londonskom klubu (organizacije pod nadzorom MMF-a). Republike bivše Jugoslavije bile su prepuštene same sebi. Od 1989. do rujna 1990., više od tisuću tvrtki otišlo je u stečaj. Do 1990. godišnja stopa rasta BDP-a pala je na -7,5 posto. Godine 1991., BDP se smanjio za dodatnih -15 posto, dok se industrijska proizvodnja smanjila za 21 posto.
Reforme, koje je zahtijevao MMF išle su protiv društvenoga vlasništva i radničkoga samoupravljanja. Cilj reforme bio je privatizirati jugoslavensku ekonomiju i demontirati javni sektor. Jugoslavija je grcala u dugovima i nije odbijala njihove zahtjeve. U dvije godine, više od polovice banaka u zemlji je nestalo, a zamijenile su ih novonastale nezavisne profitno orijentirane institucije. MMF-ov paket ubrzao je pad većeg dijela dobro razvijene teške industrije. Više od pola milijuna radnika nisu dobili redovne plaće krajem 1990. Oko 600,000 radnika izgubili su svoja radna mjesta do rujna 1990., ali to je bio samo početak. Prema podacima Svjetske banke, još 2435 industrijskih poduzeća, uključujući i neka od najvećih u zemlji, bila su predviđena za likvidaciju. Njihovih 1,3 milijuna radnika, što je polovina od preostale industrijske radne snage, smatrani su "suvišnim". Dolaskom 1991., plaće su bile u slobodnom padu, socijalni su programi propali, a stopa nezaposlenosti dramatično je porasla. Londonski magazin Financial Times napisao je o tome: "Demontaža industrijske ekonomije oduzimala je dah u svojoj veličini i brutalnosti. Njezin društveni i politički utjecaj nije lako kvantificirati, a bio je ogroman."
Daljnje produbljivanje ekonomske krize i rast socijalnih tenzija imali su ključan utjecaj na pogoršanje sigurnosno-političke situacije. Ekonomski kolaps dodatno je potaknuo osamostaljenje republika bivše Jugoslavije, što je produbilo gospodarsku krizu. Suradnja među republikama gotovo je prestala, prestalo je postojati jugoslavensko tržište te su sukobi prerasli u Domovinski rat i u Rat u BiH te na drugim bojištima na području bivše Jugoslavije. Ratovi su djelomično prikrili uzroke ekonomske katastrofe. Gospodarstvo se raspadalo i prije rata, a rat je to dodatno produbio.

## Početak pretvorbe i privatizacije
Do 1990. godine, gotovo sve tvrtke u Hrvatskoj bile su u društvenom vlasništvu, a kao glavni ciljevi poslovanja nisu bili proklamirani profit i bogaćenje, već poboljšanje standarda zaposlenih. Proces pretvorbe i privatizacije počeo je u Jugoslaviji osamdesetih godina prošlog stoljeća Zakonom o privatizaciji banaka. Raspadom Jugoslavije došlo je do privatizacije dijela društvene imovine. Dio društvene imovine postala je državna imovina, jer se smatrala posebno bitnom i uspostavljena su hrvatska državna poduzeća (Hrvatska pošta, Hrvatske šume, Hrvatska elektroprivreda, Hrvatske željeznice i dr.) Ostali dio društvene imovine postepeno je privatiziran. Proglašen je Hrvatski fond za razvoj, kojeg je naslijedio Hrvatski fond za privatizaciju, koji je postojao do 2011., kada je osnovana Agencija za upravljanje državnom imovinom. 
Zakon o Hrvatskom fondu za privatizaciju donio je Zastupnički dom Sabora Republike Hrvatske na sjednici 27. studenoga 1992. Fond je obavljao: pretvorbu društvenih poduzeća u državna, privatizaciju - prodaju dionica, udjela, stvari i prava i prijenos dionica bez naplate kada je to određeno zakonom; upravljanje pravnim osobama u kojima državne institucije imaju dionice i udjele, te druge poslove utvrđene zakonom i Statutom Fonda, upravljanje imovinom u vlasništvu Republike Hrvatske kad je to određeno zakonom ili odlukom Vlade upravljanje pravnim osobama u kojima Fond ima dionice i udjele, te druge poslove utvrđene zakonom i Statutom Fonda. Ivan Penić bio je na čelu Fonda za privatizaciju od 1. travnja 1993. godine i ostao do 7. lipnja 1995., kada ga je naslijedio Milan Kovač. Ivan Penić je bio prvi ministar privatizacije i upravljanja imovinom od 27. siječnja 1995. do 16. prosinca 1996. Naslijedio ga je Milan Kovač od 16. prosinca 1996. do 1. travnja 1999. Nakon toga više nije postojalo Ministarstvo privatizacije i upravljanja imovinom.

## Preostalo državno vlasništvo
U hrvatskom državnom vlasništvu su prema podacima iz 2011.: 2.031,465 hektara šuma i šumskog zemljišta, 550,466 hektara poljoprivrednog zemljišta, 42.265,808 četvornih metara građevinskog zemljišta i 10.458,709 četvornih metara građevina s pripadajućim zemljištem. U nekretnine spada i 56 trgovačkih društava u većinskom državnom vlasništvu, 30 poduzeća u kojima Hrvatska ima od 25 do 50 posto vlasništva te 346 tvrtki u kojima ima do 25 posto vlasništva. Tu je i imovina 15 javnih poduzeća od strateške važnosti.

## Pogledaj također
- Gospodarstvo Hrvatske
- Miroslav Kutle
- Ivan Penić
- Domovinski rat